# 4550 Royclarke
4550 Royclarke è un asteroide della fascia principale. Scoperto nel 1977, presenta un'orbita caratterizzata da un semiasse maggiore pari a 3,1246817 UA e da un'eccentricità di 0,2089002, inclinata di 0,25498° rispetto all'eclittica.